# Werner Schulze (Offizier)
Werner Schulze (* 15. Januar 1895 in Calbe; † 3. November 1966 in Stuttgart) war ein deutscher Offizier, zuletzt Generalmajor der Reserve in der Wehrmacht.

## Leben
Werner Schulze war ein Sohn des Ziegeleibesitzers Willi Schulze aus Calbe (Regierungsbezirk Magdeburg, Provinz Sachsen). Werner Schulze trat im Herbst 1913 als Fahnenjunker in die Armee ein. Mit Patent zum 28. Januar 1913 wurde er am 6. August 1914 im Füsilier-Regiment 36 zum Leutnant. In diesem Dienstgrad wurde er mit dem Eisernen Kreuz I. Klasse ausgezeichnet.
Nach dem Krieg wurde er in die Reichswehr übernommen, schied aber am 17. November mit Wirkung vom 1. Dezember 1923 aus der Armee aus und wurde Reserveoffizier. Er arbeitete als Versicherungskaufmann, später wurde er Prokurist. Am 1. Oktober 1931 trat er der NSDAP, agierte als Amtsleiter, später Ortsgruppenleiter. Am 1. Januar 1935 erhielt er im Infanterie-Regiment 29 die Beförderung zum Hauptmann der Reserve. Am 9. Mai 1939 wurde er von der Wehrmacht reaktiviert und am 26. August 1939 zum Kompaniechef im Infanterie-Regiment 29 ernannt.
Zum Kriegsbeginn noch beim Regiment, wurde er schon am 6. September 1939 zum Chef der Ersatzkompanie des Infanterie-Ersatz-Bataillons 29 ernannt. Am 1. Dezember 1939 wurde er Kommandeur des Infanterie-Ersatz-Bataillons 479 und am 1. Februar 1941 Kommandeur des II. Bataillons/Infanterie-Regiment 510, mit dem er dann am Ostfeldzug teilnahm. Am 1. Dezember 1942 zum Oberstleutnant der Reserve befördert, wurde er Ende 1942 Kommandeur des Infanterie-Regiments 551 bei der 329. Infanterie-Division, welches ab Oktober 1942 als Grenadier-Regiment 551 weiter bestand. In dieser Position wurde er am 1. Juni 1943 Oberst der Reserve. Ab Mitte Juli 1944 war er bis 20. Oktober 1944 Kommandeur der 329. Infanterie-Division, welche im Kurland-Kessel kämpfte. Am 23. August 1944 erhielt er für die Führung des Grenadier-Regiments 551 das Eichenlaub zum Ritterkreuz des Eisernen Kreuzes verliehen. Am 28. Oktober 1944 übernahm er die 131. Infanterie-Division. In dieser Position wurde er am 1. Januar 1945 zum Generalmajor der Reserve befördert, gab aber am gleichen Tag das Kommando ab. Anschließend wurde er erneut Kommandeur der 329. Infanterie-Division, welche im Kurland-Kessel kämpfte. Vom 20. März 1945 bis April 1945 war er kurz Kommandeur der 14. Infanterie-Division. Bis 1948 war er Kriegsgefangener bei den Briten.
Nach dem Krieg wohnte er in Stuttgart und war als Versicherungskaufmann tätig.

## Auszeichnungen (Auswahl)
- Eisernes Kreuz (1914) II. und I. Klasse
- Spange zum Eisernen Kreuz II. und I. Klasse
- Ritterkreuz des Eisernen Kreuzes mit Eichenlaub[5][6]
  - Ritterkreuz am 16. März 1942 (als Major)[7]
  - Eichenlaub am 23. August 1944 (557. Verleihung)